# Fridogida
Fridogida (em inglês antigo: Frithugyth; m. 740) foi rainha consorte do rei Etelherdo de Wessex.

## Biografia
Os nomes de seus pais são desconhecidos.
De acordo com a Crônica Anglo-Saxônica, Fridogida e o bispo Forthere de Sherborne fizeram uma peregrinação à Roma, no ano de 737.
A rainha fez doações de terra em Glastonbury para a Abadia de Glastonbury. Ela também presentou a Catedral de Winchester com terras em Taunton, no atual condado de Somerset. 
Fridogida e Etelherdo não tiveram filhos. Ela faleceu em 740.